# Stopplaats Overweg langs de Diemen
Stopplaats Overweg langs de Diemen is een voormalige stopplaats in Diemen aan de Oosterspoorweg en bestond van 15 juli 1882 tot 1914. Per 1 oktober 1913 werd de halte gesloten voor het vervoer.
De stopplaats lag bij een spoorbrug over de Diem en aan de overweg in de Overdiemerweg, en is naar het riviertje vernoemd. Naast de overweg stond wachterswoning nummer 7.
De Overdiemerweg heeft anno 2024 geen overweg meer maar gaat via een onderdoorgang onder de spoorlijn door.